# Faint (chanson)
Singles de Linkin Park
Somewhere I Belong Numb
Pistes de Meteora
Easier to Run Figure.09
Faint est le second single tiré de l'album Meteora, du groupe Linkin Park. Elle est considérée comme un classique du groupe. C'est aussi l'une des chansons les plus agressives[réf. nécessaire]. C'est aussi l'une des chansons les plus courtes de l'album Meteora, après le titre instrumental Session.
En 2003, elle a atteint la 48e position du Billboard Hot 100, la 1re position du Modern Rock Track pour six semaines, et la seconde place du Mainstream Rock Track pour deux semaines. Le single est le seul à ne pas rentrer dans les Charts Français pour l'album Meteora, mise à part le promotionnel Lying from You. La chanson a connu une popularité moyenne dans le reste du monde, restant moins connue que leur tube Numb, mais c'est l'une des chansons les plus acclamées par les fans.

## Clip vidėo
Le clip fut dirigé par Mark Romanek, il montre le groupe de  dos jouant devant un public, ils se produisent devant une structure de bâtiment à l'abandon couverte de graffitis, comme une version monstrueuse du Soldat Hybrid Theory.